# Projekt 11661
Projekt 11661 (rusky проект 11661) je třída ruských fregat a hlídkových lodí, která je náhradou za starší sovětské třídy eskortních lodí. Třída zamýšlená rovněž pro export má zatím, mimo Námořnictva Ruské federace, jediného zahraničního uživatele v podobě Vietnamu (Projekt 11661E). Projekt existuje v řadě modifikací, např. Gepard-3.2, Gepard-3.9, Gepard-5.1 a Gepard-5.3.

## Pozadí vzniku

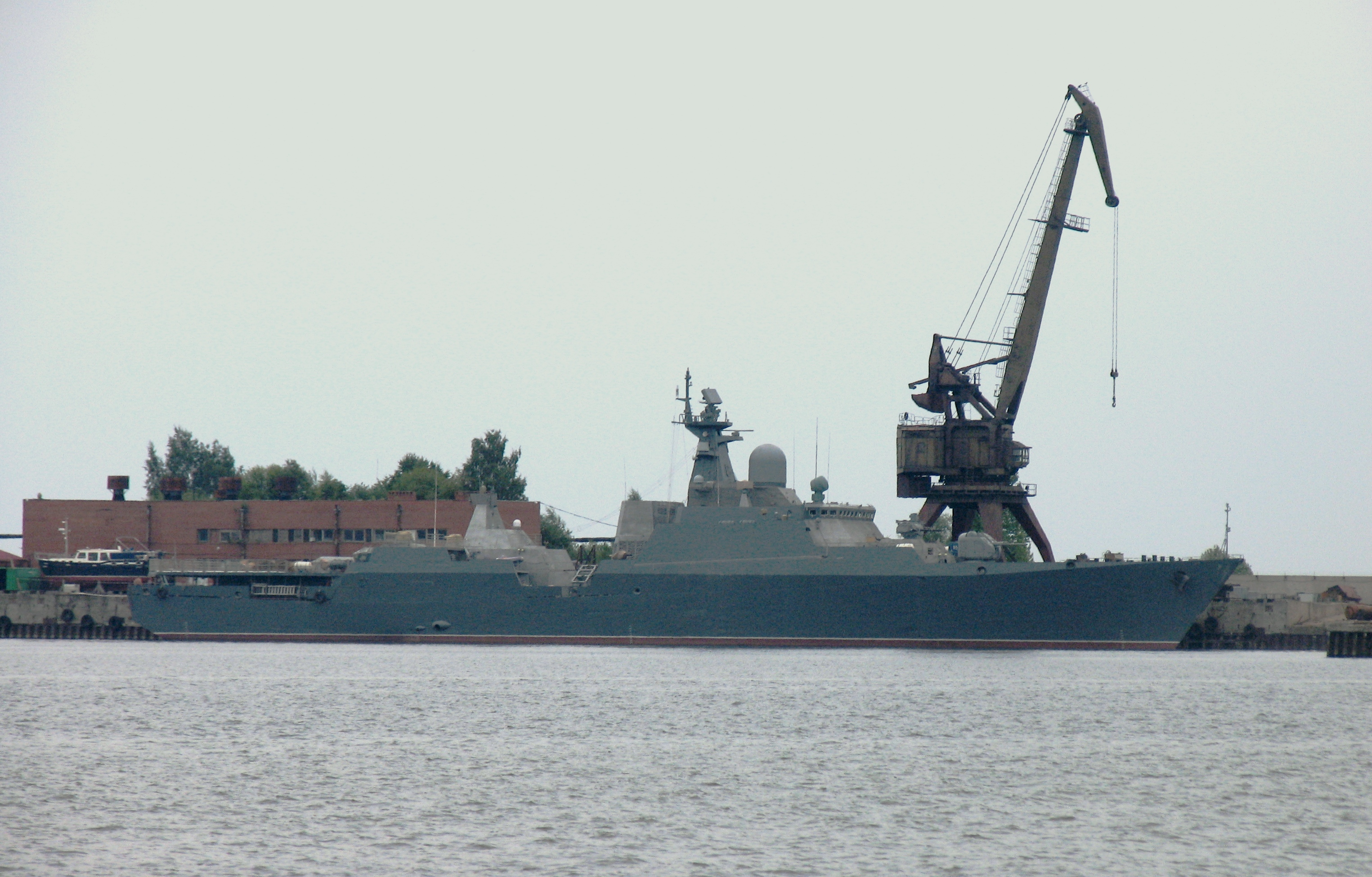
Fregata Dinh Tien Hoang postavená pro Vietnam

Konstrukční práce na nové třídě fregat probíhaly (pod původním označením Projekt 11660) v letech 1983-1988. V roce 1992 začala stavba první jednotky Tatarstan, spuštěné na vodu v roce 1993 a pro nedostatek financí dokončené teprve v roce 2003. Nyní je vlajkovou lodí Kaspické flotily. Druhá jednotka Dagestan je vylepšenou verzi typu označenou jako Projekt 11661K. Její stavba začala na počátku 90. let, ale na vodu byla spuštěna až v dubnu 2011. Do služby vstoupila v listopadu 2012 a rovněž slouží v Kaspickém moři. Termín dokončení není znám v případě třetí ruské fregaty pojmenované Burevestnik.[zdroj⁠?!]
Vietnam v roce 2006 objednal dvě hlídkové lodě této třídy v exportní verzi Gepard 3.9. Jako první byla 5. března 2011 do služby zařazena jednotka Dinh Tien Hoang, druhé plavidlo Ly Thai To dne 22. srpna téhož roku. Vietnam navíc ke konci roku 2011 uzavřel kontrakt na další dvě jednotky. Plavidla se liší například instalací ruského protiletadlového systému Palma. Ty mají být Vietnamskému lidovému námořnictvu dodány v roce 2016.
V roce 2015 bylo oznámeno, že Vietnam je blízko uzavření objednávky na další dvě lehké fregaty této třídy (plus čtyři raketové korvety projektu 1241), čímž by se počet vietnamských plavidel zvýšil na šest.
Jednotky projektu 11661:
| Jméno                    | Varianta          | Uživatel                      | Zahájení stavby | Spuštěna        | Vstup do služby    | Status                                                          |
| ------------------------ | ----------------- | ----------------------------- | --------------- | --------------- | ------------------ | --------------------------------------------------------------- |
| Tatarstan (ex SKR-200)   | 11661             | Ruské námořnictvo             | 1992            | 1993            | 31. srpna 2003     | aktivní                                                         |
| Dagestan (ex SKR-201)    | 11661K            | Ruské námořnictvo             |                 | duben 2011      | 28. listopadu 2012 | vlajková loď Kaspické flotily, roku 2016 modernizována, aktivní |
| Đinh Tiên Hoàng (HQ-011) | 11661E Gepard 3.9 | Vietnamské lidové námořnictvo | 2007            | 2010            | 5. března 2011     | aktivní                                                         |
| Lý Thái Tổ (HQ-012)      | 11661E Gepard 3.9 | Vietnamské lidové námořnictvo | 2007            | 2011            | 22. srpna 2011     | aktivní                                                         |
| Trần Hưng Đạo (HQ-015)   | 11661E Gepard 3.9 | Vietnamské lidové námořnictvo | 24. září 2013   | 27. dubna 2016  | 6. února 2018      | aktivní                                                         |
| Quang Trung (HQ-016)     | 11661E Gepard 3.9 | Vietnamské lidové námořnictvo | 24. září 2013   | 26. května 2016 | 6. února 2018      | aktivní                                                         |

## Konstrukce

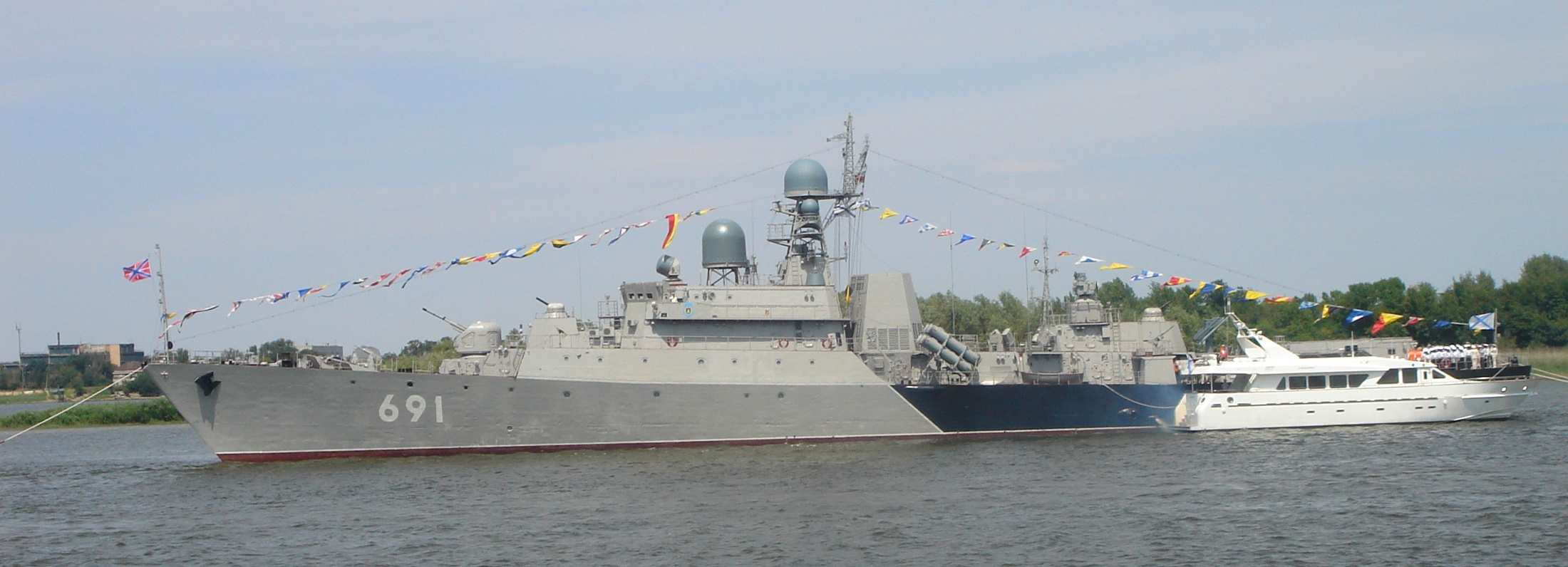
Fregata Tatarstan

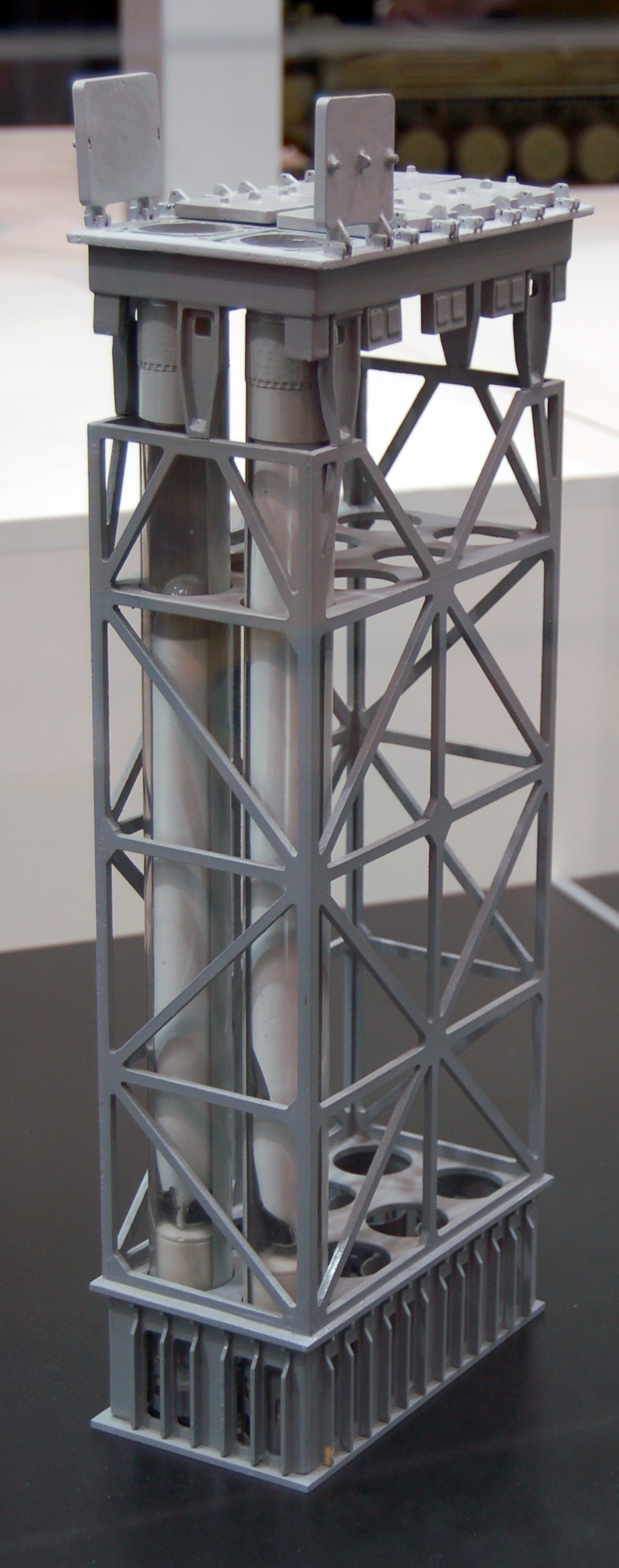
Dagestan je místo protilodních střel Ch-35 vybaven osminásobným vertikálním vypouštěcím silem 3S-14 pro systému Kalibr. Silo je nainstalováno v přední části nástavby, za kanónem AK176M

Plavidla mají rozměry 102×13,1 metru a výtlak okolo 2 000 tun. Hlavňovou výzbroj Tatarstanu tvoří jeden 76mm lodní kanón AK-176M v dělové věži na přídi a dva 30mm obranné systémy AK-630M. K boji proti hladinovým cílům slouží dva čtyřnásobné kontejnery protilodních střel Ch-35 Uran (v kódu NATO SS-N-25 Switchblade). K boji proti letadlům slouží jedno dvojnásobné vypouštěcí zařízení protiletadlových řízených střel Osa-M se zásobou 20 raket. Proti ponorkám může fregata využít dva dvojité 533mm torpédomety, jeden dvanáctihlavňový vrhač raketových hlubinných pum RBU-6000 a jeden palubní protiponorkový vrtulník typu Kamov Ka-28. Pohonný systém je koncepce CODOG. Nejvyšší rychlost dosahuje 28 uzlů.